# David A. Poulsen
Pour les articles homonymes, voir Poulsen.
David A. Poulsen, né en 1946, est un écrivain canadien originaire de l'Alberta. Il a déjà occupé les métiers de compétiteur de rodéo, entraîneur de football, animateur de télévision et comédien. Il a étudié la littérature à l'université de Calgary, l'université de la Saskatchewan et à Circle in the Square Theatre School de New York. Il élève des chevaux et des bœufs dans son ranch albertain de Claresholm.

## Œuvres
- The Welcomin’, 1984
- The Cowboy Kid, 1987
- The Glory Boys, 1988
- Ride for the Crown
- Don't Fence Me In, 1993
- Sports Bio Robokicker, 1995
- Ride the High Country, 1995
- Billy and the Bearman, 1996
- The Vampire's Visit, 1996
- The Hunk Machine, 1997
- Tractor Trouble, 1997
- The Complete Rider, 1998
- The Cowboy Country Cookbook
- Teacher’s Gun, 1999
- Last Sam's Cage, 2000
- Jeremy's Song, 2002
- Cowboy Cool, 2002

## Télévision
- The Black Stallion
- Convict Cowboy

## Honneurs
- Concours albertain de la nouvelle littéraire, 1984
- Prix du public du Canadian Children's Book Centre, 1997
- Prix littéraire Blue Heron pour Billy and the Bearman', 1998
- Onze participations au Stampede de Calgary
- Trois participations aux finales canadiennes de rodéo